# Ненужное для неучей
Ненужное для неучей (арм. Անգիտաց անպետ, Ангитац анпет) — последнее и наиболее известное сочинение армянского врача XV века Амирдовлата Амасиаци, написанное в 1478—82 годах в Константинополе. Оказало ключевое влияние на дальнейшее развитие естественных наук и медицины в средневековой Армении.

## Содержание
Представляет собой шестиязычный (армянский, греческий, латинский, арабский, персидский, турецкий) энциклопедический словарь по фармакогнозии. Содержит названия почти всех известных к тому времени лекарственных средств растительного, животного и минерального происхождения. Состоит из двух частей: краткого предисловия и основной части - словаря простых лекарственных веществ. Эта часть разделена на 3378 параграфов, расположенных в последовательности букв армянского алфавита, однако, поскольку некоторые лекарственные вещества встречаются в нескольких параграфах словаря под разными названиями-синонимами, реальное число лекарственных средств значительно меньше количества параграфов и составляет примерно 1400. Из них около 1000 — растительные средства, 250 — животные препараты и 150 — минералы, что значительно превосходит аналогичные труды классиков античной и восточной медицины. В каждом параграфе, после упоминания названия на шести языках, рассказывается о методах приготовления и использования данного лекарственного средства и способах смешении с другими лекарствами, обсуждаются также вопросы органотерапии, лечения минеральными водами и локальной анестезии. В целом упоминаются 3754 армянских ботанических термина, что придаёт труду исключительную лингвистическую ценность. По объему информации не уступает самым обширным фармакогнозическим трудам средневековья, в том числе и знаменитому «Большому собранию о свойствах известных простых лекарственных и пищевых средств» Ибн аль-Байтара. Как сообщает автор, для составления книги были использованы источники на всех шести языках. В общей сложности в труде имеются ссылки на 50 источников — довольно внушительная цифра для того времени. В книге сохранились интересные сведения о двух экспедициях, посланных на Лемнос за печатной глиной для султана Мехмеда, страдавшего тяжелой формой подагры. Хотя автор сам не принимал участие в этих экспедициях, но живо интересовался ими, и подробно описал маршрут путешествия и результаты экспедиций.
Помимо медицинского и лингвистического, работа имеет и историко-географическую ценность. Содержит важные сведения по географии древней и средневековой Армении, и также сопредельных и отдалённых стран Востока и Запада. Рассказывается о городах Киликийской Армении, которые за сто лет до Амирдовлата были «многолюдными и процветающими», а в его время опустели и могли похвалиться «лишь бурно разросшейся полынью». Топологическое описание Амасьи (родной город Амирдовлата) дополняет информацию, приведенную в «Географии» античного учёного, также уроженца Амасьи, Страбона. Из городов и областей Ирана упоминаются Шираз и его окрестности, Хорасан, Гурган, Дарабджирд, Исфахан, Тавриз, Хамадан, из Месопотамии — Амид, Багдад, Мосул, Басра и другие. Ареал описанных в работе лекарственных средств включает многие страны Евразии и Африки.
| название труда        | автор      | общ. кол. | раст. | жив. | мин. |
| --------------------- | ---------- | --------- | ----- | ---- | ---- |
| «De Materia medica»   | Диоскорид  | 750       | 570   | 100  | 80   |
| Вторая книга «Канона» | Ибн Сина   | 811       | 590   | 125  | 85   |
| «Фармакогнозия»       | Аль-Бируни | 1116      | 880   | 101  | 107  |
| «Ненужное для неучей» | Амирдовлат | 1400      | 1000  | 250  | 150  |

## Рукописи и издания
Авторская рукопись до наших дней не дошла, но сохранилась рукопись 1490 года, переписанная в Себастии неизвестным писцом по заказу самого Амирдовлата. Ныне эта рукопись хранится в Библиотеке Британского музея (№ 3712). Количество листов — 281. Существуют и другие рукописи XVI—XVIII веков. Только в Матенадаране хранятся 20 списков книги, примерно столько же в библиотеках армянской конгрегации Мхитаристов в Вене и Венеции, Библиотеке Британского музея и в других зарубежных собраниях и у частных лиц. Большое значение имеет написанная по заказу известного врача Буниата Себастаци рукопись 1626 года (Матенадаран, № 414). Текст подлинника был впервые опубликован в Вене в 1926 году известным фармацевтом и историком медицины Карапетом Басмаджяном.
издания и переводы
- Ամիրդովլաթ Ամասիացի. Անգիտաց Անպետ կամ բառարան բժշկական նիւթոց / ред. К. Басмаджян. — Вена: изд. Мхитаристов, 1926. — 766 с. (оригинальный текст на среднеарм.)
- Амирдовлат Амасиаци. Ненужное для неучей / пер. и коммент. С. А. Варданян. — М.: Наука, 1990. — 880 с. — ISBN 5020040320. (перевод на рус.)
- Ամիրդովլաթ Ամասիացի. Անգիտաց Անպետ. — Ереван: Лусабац, 2005. — 122 с. — ISBN 9994137336. (на современном арм. )
- Амирдовлат Амасиаци. Ненужно за невежи. — София: Изток-Запад, 2011. — 136 с. — ISBN 9789543218028. (перевод на болг.)